# Биненбител
Биненбител (њем. Bienenbüttel) општина је у њемачкој савезној држави Доња Саксонија. Једно је од 29 општинских средишта округа Илцен. Према процјени из 2010. у општини је живјело 6.653 становника. Посједује регионалну шифру (AGS) 3360004.

## Географски и демографски подаци
Биненбител се налази у савезној држави Доња Саксонија у округу Илцен. Општина се налази на надморској висини од 30 метара. Површина општине износи 99,0 km².

## Становништво
У самом мјесту је, према процјени из 2010. године, живјело 6.653 становника. Просјечна густина становништва износи 67 становника/km².

## Међународна сарадња
| Мјесто    | Држава    | Врста сарадње | Од    |
| --------- | --------- | ------------- | ----- |
| Боа Гијом | Француска | партнерство   | 1973. |
| Извор     |           |               |       |